# Ischnopteris ochroprosthia
Ischnopteris ochroprosthia là một loài bướm đêm trong họ Geometridae.